# Grå alpfink
Grå alpfink (Leucosticte brandti) är en höglänt levande asiatisk fågel i familjen finkar inom ordningen tättingar.

## Utseende
Grå alpfink är en relativt stor fink med en längd på 16,5-19 centimeter. Hanen i häckningsdräkt har sotsvart huvud och nacke, brungrå mantel och har rosa på övergumpen. Hona och hane utanför häckningstid är mer jämnt brungrå med tydligare vit vingspegel och vita stjärtkanter i jämförelse med i övrigt rätt lika bruna alpfinken (Leucosticte nemoricola).

## Läten
Bland lätena hörs ett "twitt twitt twee ti ti" eller ett "peek".

## Utbredning och systematik
Grå alpfink delas in i fem underarter med följande utbredning:
- Leucosticte brandti margaritacea – karga högslätter i västra Mongoliet och sydöstra Altaj
- Leucosticte brandti brandti – västra Tien Shan Kirgizistan och västra Kina (västra Xinjiang)
- Leucosticte brandti pamirensis – södra Kirgizistan, Pamir och nordöstra Afghanistan
- Leucosticte brandti haematopygia (inklusive audreyana) – norra Pakistan, Kashmir, Ladakh, norra Punjab, Tibet och västra Kina
- Leucosticte brandti pallidior – bergsområden i västra Kina (sydvästra Xinjiang och nordöstra Qinghai)

Vissa erkänner även underarterna intermedia och walteri med utbredning i centrala Kina respektive östra Tibet och sydvästra Kina.

## Levnadssätt
Grå alpfink förekommer i steniga sluttningar och på alpängar, gärna vid snölegor. Den är ganska lätt att komma nära när den födosöker enstaka eller i flockar på jakt efter frön och ryggradslösa djur.

## Status och hot
Arten har ett stort utbredningsområde och en stor population med stabil utveckling. Utifrån dessa kriterier kategoriserar internationella naturvårdsunionen IUCN arten som livskraftig (LC). Världspopulationen har inte uppskattats men den beskrivs som generellt vanlig, i vissa områden utanför häckningstid mycket vanlig.

## Namn
Fågelns vetenskapliga artnamn hedrar Johann Friedrich Brandt (1802-1879), preussisk zoolog i rysk tjänst och upptäckresande i Sibirien.